# Prima (機関車)
Prima（プリマ）はアルストムグループのアルストム・トランスポール社が展開する機関車のブランドである。

## 概要
鉄道会社が細かい仕様まで決定して発注するオーダーメイドタイプの車両に対し、Primaは製造会社が基本的な仕様をあらかじめ決定しておいた上で、鉄道会社が外装や細かい仕様を決定するセミ・オーダーメイドタイプの車両である。電気機関車の他に電気式ディーゼル機関車にも対応している。

## 歴史
1998年にフランス国鉄（SNCF）が自国内、及び他国へ直通する貨物用機関車を発注したことに端を発する。この機関車はヨーロッパ標準規格で製造し柔軟に運用することが目標とされた。2001年に最初の試作車が登場、2002年にはSNCFに対しフランス国内用の2電源タイプが納入された。以後、徐々にバリエーションを増やしつつある。
- 1998年 - SNCFが120両の貨物用機関車を発注。
- 2001年 - 最初の試作車が完成。
- 2002年 - Primaシリーズ初の量産車として2電源対応の電気機関車をSNCFに納入。
- 2003年 - 4電源対応、出力を6000kWに増大した新型試作車「Prima 6000」完成。
- 2004年 - 3電源対応の電気機関車をSNCFに納入。
  - 初代試作車が役目を終える。
- 2005年 - Prima 6000がSNCFの車籍を得て、BB47000電気機関車の1号機になる。
- 2008年 - BB47001（Prima 6000）が保安装置試験のため、オランダやドイツを走行。
- 2009年 - BB47001（Prima 6000）を廃車。
  - Prima 6000の一部部品を流用して新型試作車「Prima Ⅱ」が完成。

## 仕様

### 選択出来る部分
出力
- モーター（4200kW - 6000kW）
- ディーゼルエンジン (2000kW - 2880kW)

電源
次のうちのいずれか。複数の選択も可能。
- 直流電流
  - 1500V（架空電車線方式）
  - 3000V（架空電車線方式）
- 交流電流
  - 15kV 16 2/3Hz（架空電車線方式）
  - 25kV 50Hz（架空電車線方式）

車軸配置
車軸配置は次の2種類から選択できる。表記はUIC式。
- Bo'Bo'（足回りは2つの台車で構成され、各々の台車には駆動輪の車軸が2つある。）
- Co'Co'（足回りは2つの台車で構成され、各々の台車には駆動輪の車軸が3つある。）

最高速度
貨物用は140km/h、旅客用は220km/h。
保安装置
保安装置は各社が各々のものを搭載できる。もっとも、ヨーロッパではETCSへの統合が進んでいる。

## 導入事例

### 欧州諸国
フランス国鉄（SNCF）
- BB47000形電気機関車 - Prima 6000がSNCFの車籍を得たもので47001号機のみが存在した。
- BB27000電気機関車 - Primaシリーズ初の量産機で2電源対応の貨物用。
  - BB27300形電気機関車 - トランジリアン向けの旅客用。
- BB37000形電気機関車 - 3電源対応の貨物用。
- BB75000形ディーゼル機関車

ヴェオリア・トランスポール
- E37500形電気機関車 - BB37000k形電気機関車と同型。

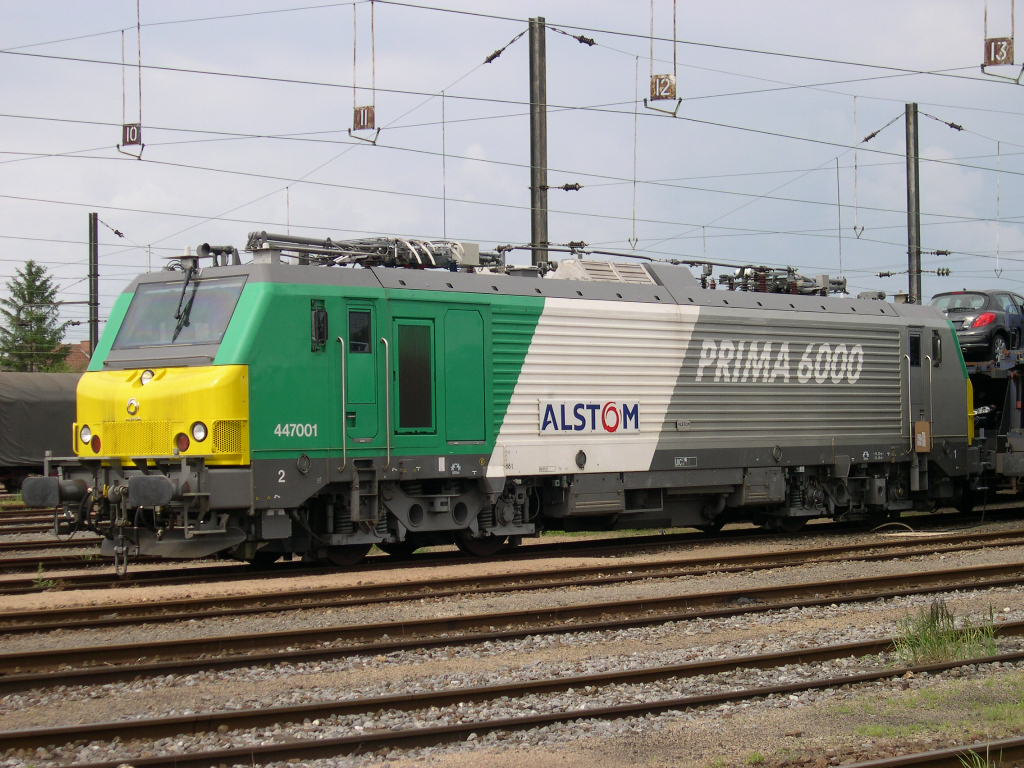
Prima 6000
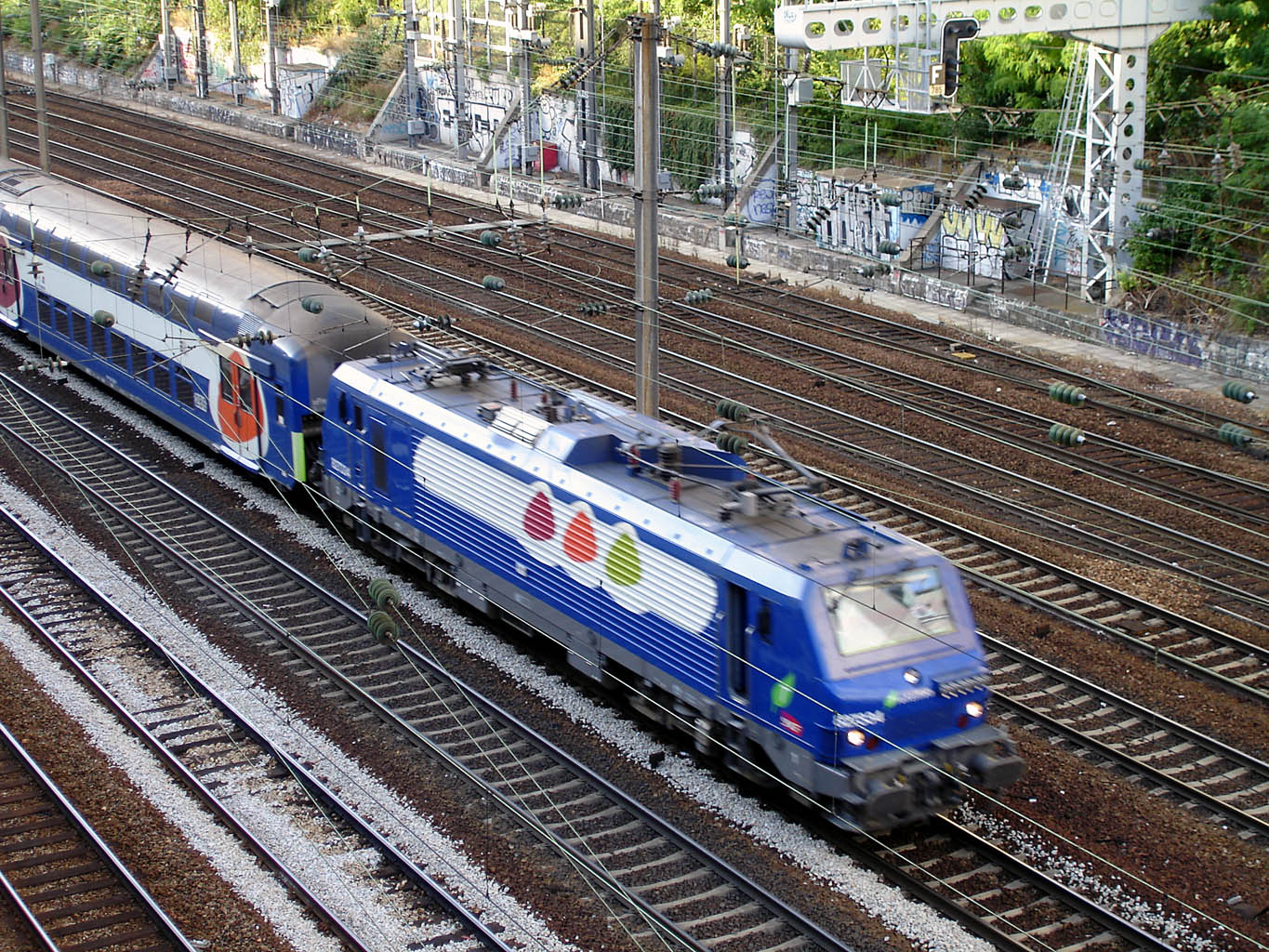
SNCF BB 27300
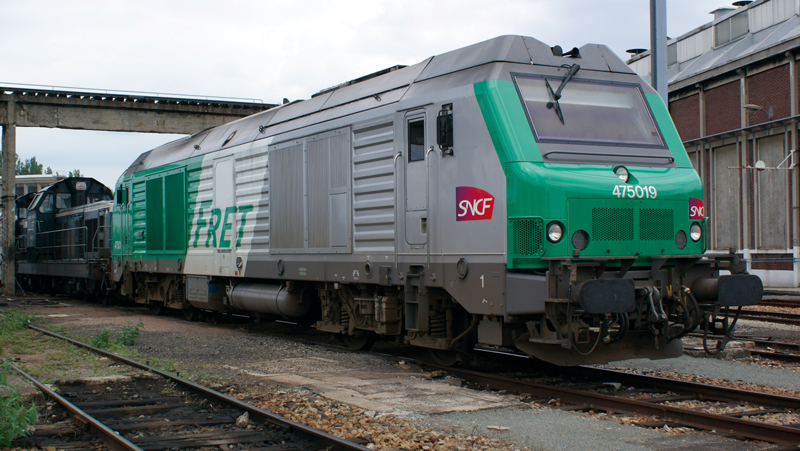
SNCF BB 75000
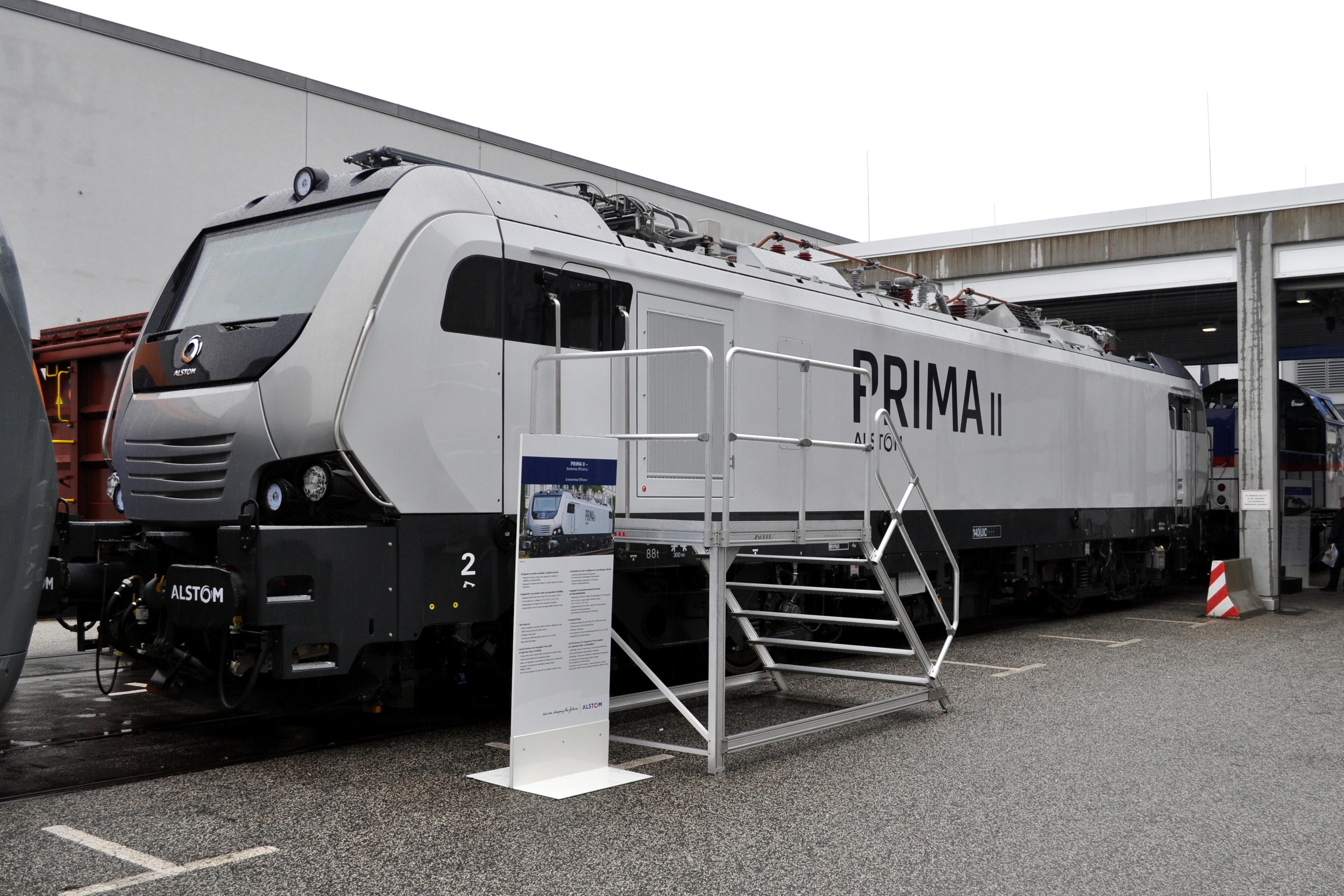
最新のPrima Ⅱ

### 欧州以外の地域
中国国鉄
- 中国国鉄HXD2型電気機関車

モロッコ国鉄
- モロッコ国鉄E-1400形電気機関車(Prima Ⅱベース)

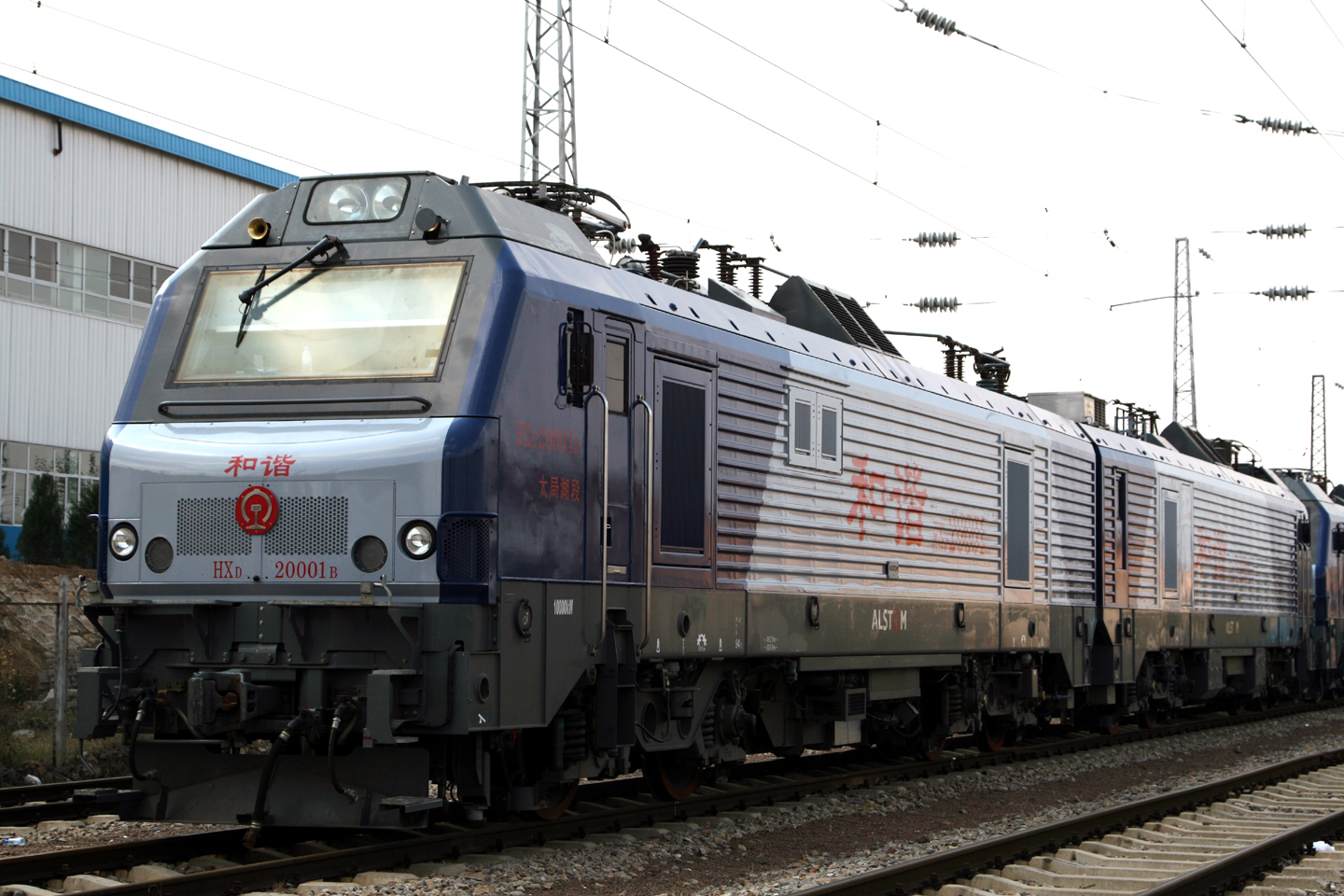
HXD2型

## 保存車両
初代試作車がフランス・ベルフォールにあるアルストムの工場に保存されている。